# 수색역
수색역(水色驛, Susaek station)은 서울특별시 은평구 수색동에 있는 수도권 전철 경의·중앙선의 전철역이다. 600m 떨어진 디지털미디어시티역과 가까워 동쪽 끝에서 보일 정도다. 역무실에는 한국철도 100주년 기념 스탬프가 비치되었다. 또한 역 인근에 수색차량사업소가 있다. 향후 이 역과 수색차량사업소에 복합환승센터가 건립될 예정이다.

## 역사
- 1906년 4월 3일 : 경의선 부설 완공
- 1908년 4월 1일 : 정식으로 여객 영업 개시
- 1921년 7월 11일 : 경의선 남대문~수색 간 개통[3]
- 1955년 2월 3일 : 수색선 서강~수색 간 개통[4]
- 1958년 8월 19일 : 구 역사 준공
- 1971년 9월 10일 : 무연탄 화물 도착역 지정
- 1988년 1월 1일 : 소화물 취급 중지
- 2005년 3월 1일 : 임시 역사로 이전
- 2006년 : 신 역사 준공
- 2009년 7월 1일 : 수도권 전철 경의선 개통과 함께 전철역이 됨, 서울 기점 8.2 km에서 8.1 km로 변경[5]
- 2014년 6월 30일~2018년 3월 23일:  수색직결선 개통과 함께 인천국제공항철도 KTX 운행[6]

## 역 구조

### 배선도
수도권철도차량정비단에서 행신역과 한국항공대역을 지나 수색역과 수색차량사업소까지 이어지는 경의선, 고양기지선, 수색객차출발선의 배선도는 다음과 같다. 1~3번 승강장은 서울역 방면 경의선과 연결되고 4~7번 승강장은 용산역 방면 용산선과 연결된다. 

1,2,5,6번 승강장에 스크린도어가 설치되어 있다.
| ↑ 디지털미디어시티            |
| １ \| ２３ \| ４５ \| ６７ \| |
| 한국항공대(구: 화전) ↓        |

| 1 | ● 수도권 전철 경의·중앙선 | 가좌 · 신촌 · 서울역 방면                      |
| 2 | ● 수도권 전철 경의·중앙선 | 서울역발 일산 · 문산 방면                      |
| 3 |                           | 미사용                                         |
| 4 |                           | 미사용                                         |
| 5 | ● 수도권 전철 경의·중앙선 | 공덕 · 용산 · 청량리 · 덕소 · 용문 · 지평 방면 |
| 6 | ● 수도권 전철 경의·중앙선 | 용문발 일산 · 문산 방면                        |
| 7 |                           | 미사용                                         |

## 역 주변
- 서울수색우체국
- 서울수색초등학교
- 수색동
- 수색증산뉴타운
- 수색차량사업소
- 이마트 수색점
- 수색동 행정복지센터
- 수색초등학교 병설유치원
- 은평종합사회복지관
- 수색119안전센터
- 수색치안센터
- 한국전력공사 수색변전소
- 증산초등학교
- 증산중학교
- 에스플렉스센터
- OGN
- 상암 MBC 사옥
- 디지털미디어시티역 방면(이 역과 가까이 있음)
- 수색지하보도

## 이용객 변동
2009년 자료는 개통일인 2009년 7월 1일부터 12월 31일까지인 184일 기준으로 집계한 것이다.
| 노선        | 노선 | 일평균 인원수 (명/일) | 일평균 인원수 (명/일) | 일평균 인원수 (명/일) | 일평균 인원수 (명/일) | 일평균 인원수 (명/일) | 일평균 인원수 (명/일) | 일평균 인원수 (명/일) | 일평균 인원수 (명/일) | 일평균 인원수 (명/일) | 일평균 인원수 (명/일) | 각주  |
| 노선        | 노선 | 2009년                | 2010년                | 2011년                | 2012년                | 2013년                | 2014년                | 2015년                | 2016년                | 2017년                | 2018년                | 각주  |
| ----------- | ---- | --------------------- | --------------------- | --------------------- | --------------------- | --------------------- | --------------------- | --------------------- | --------------------- | --------------------- | --------------------- | ----- |
| 경의·중앙선 | 승차 | 632                   | 728                   | 797                   | 821                   | 959                   | 1,146                 | 1,904                 | 2,251                 | 2,377                 | 2,343                 | [ 7 ] |
| 경의·중앙선 | 하차 | 748                   | 855                   | 902                   | 957                   | 1,044                 | 1,236                 | 2,050                 | 2,416                 | 2,525                 | 2,380                 | [ 7 ] |
| 경의·중앙선 |      | 2019년                | 2020년                | 2021년                | 2022년                | 2023년                | 2024년                | 2025년                | 2026년                | 2027년                | 2028년                | [ 7 ] |
| 경의·중앙선 | 승차 | 2,248                 | 1,829                 | 2,099                 | 2,376                 | 2,667                 |                       |                       |                       |                       |                       | [ 7 ] |
| 경의·중앙선 | 하차 | 2,323                 | 1,874                 | 2,174                 | 2,487                 | 2,796                 |                       |                       |                       |                       |                       | [ 7 ] |

## 사진

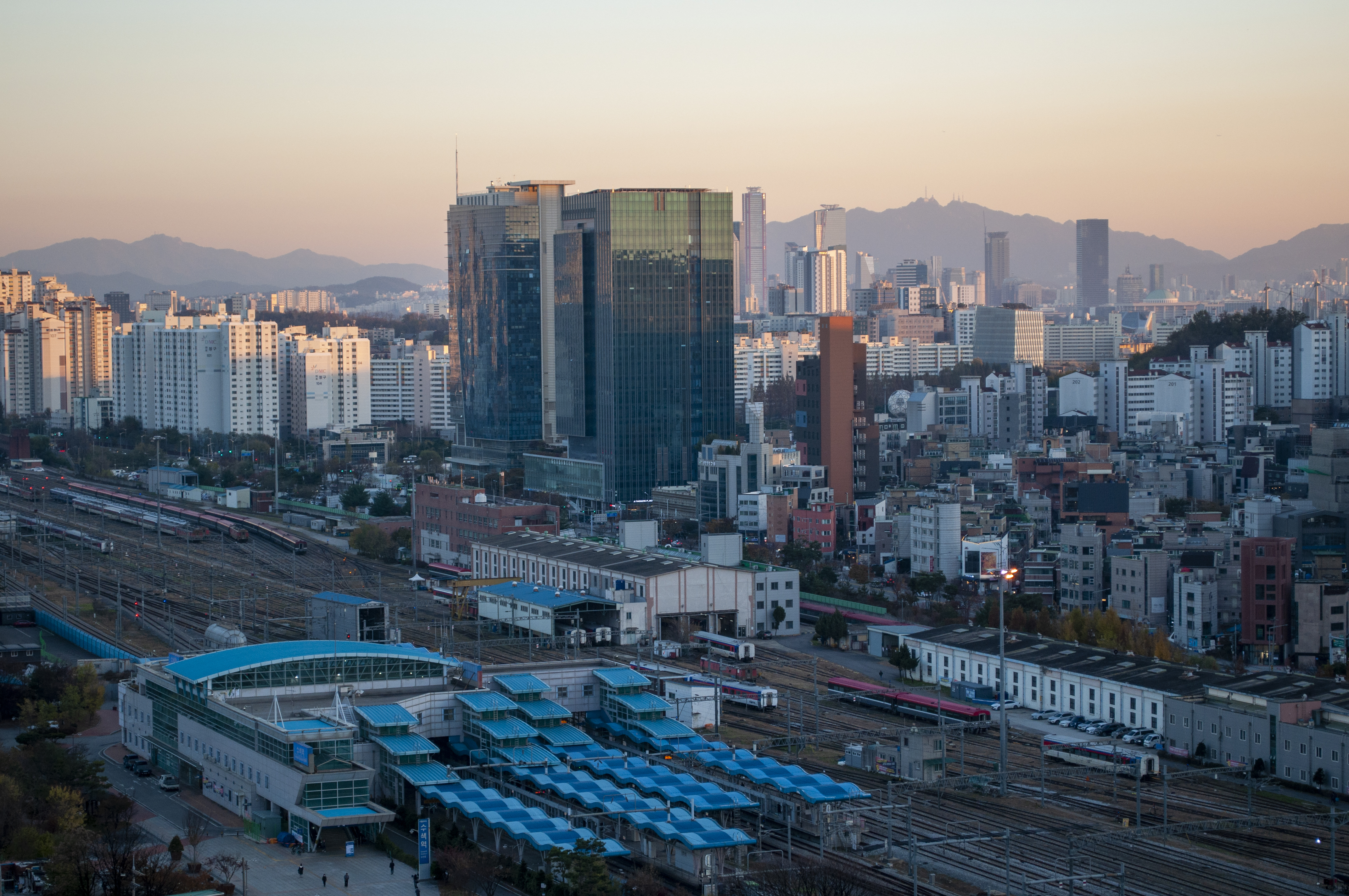

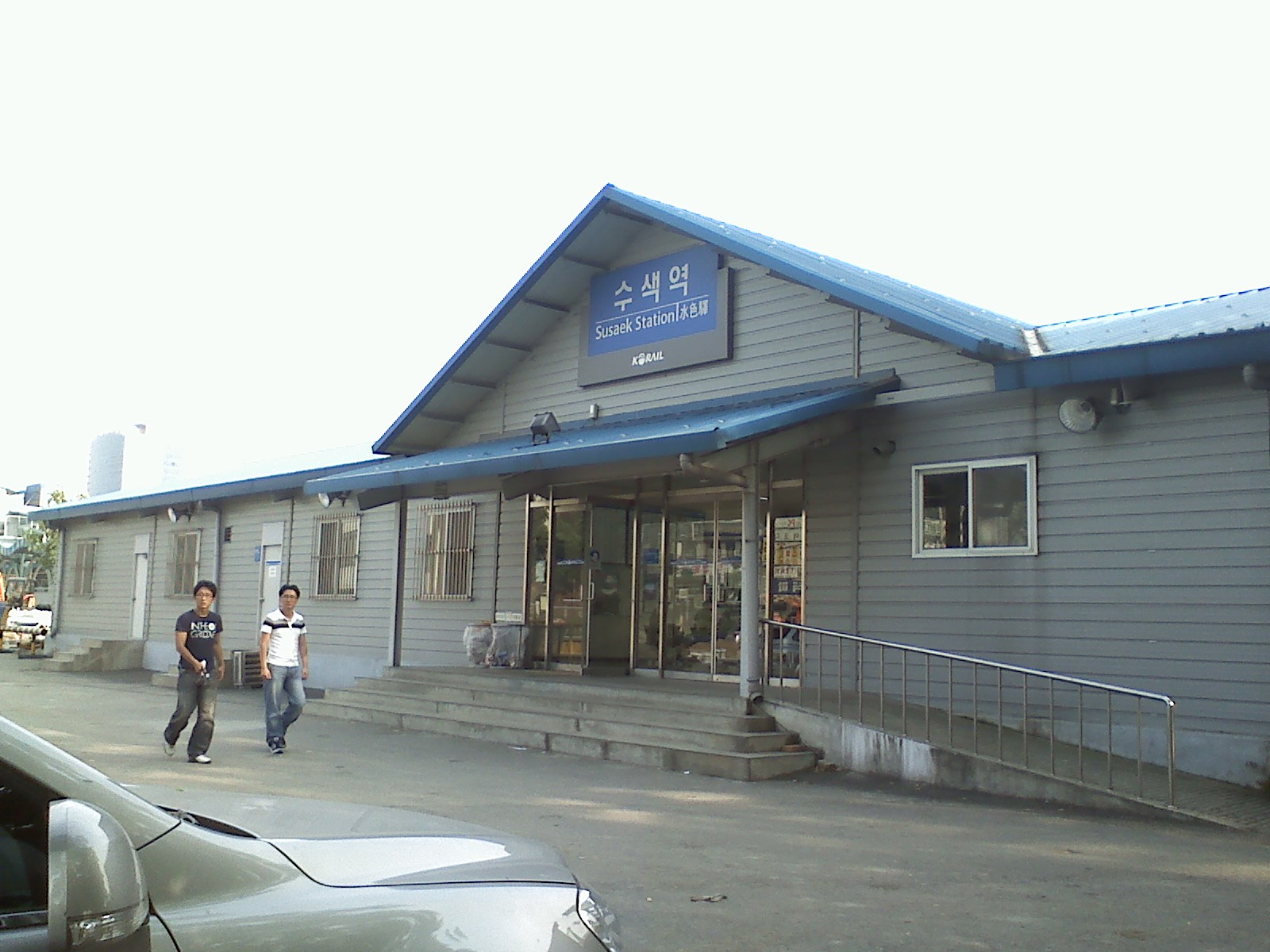
임시역사 (현재 철거됨)

## 인접한 역
| 경의선                                        | 경의선                                                                                        | 경의선                                              |
| --------------------------------------------- | --------------------------------------------------------------------------------------------- | --------------------------------------------------- |
| K318 한국항공대 문산 방면 문산 방면 문산 방면 | ● 수도권 전철 경의·중앙선 본선 완행 중앙선 급행 (이 역에서 종착) 지선 완행 (일부 열차 시종착) | K316 디지털미디어시티 지평 방면 용문 방면 서울 방면 |